# Impasse du Pétrole
L’impasse du Pétrole est une voie marseillaise située dans le 15e arrondissement.

## Situation et accès
L'impasse est située au niveau du no 65 de la rue de Lyon. 

## Origine du nom
Son nom rappelle la présence d’activités pétrolières dans le quartier des Crottes à la fin du XIXe siècle et dans la première moité du XXe siècle.

## Historique
L’« impasse du Pétrole » suit en partie le tracé d’un ancien chemin rural du quartier des Crottes, la « traverse Riquier ». 
Elle doit son nom à une fabrique de pétrole lampant créée en 1862 rue de Lyon (alors route impériale n°8 de Paris à Toulon) et reprise dès 1863 par la Compagnie générale des pétroles pour l’éclairage et l’industrie (CGP) fondée par un groupe d’hommes d'affaires marseillais. Cette compagnie connaît à partir des années 1880 et dans la première partie du XXe siècle un important développement avant d'être absorbée en 1947 par la Standard française des pétroles, future société Esso France,dont le terrain va s’étendre jusqu’au chemin de la Madrague-ville, et dont les réservoirs sont alimentés en pétrole via un système de tuyaux depuis les navires déchargées sur port au bassin des Pétroles,. Dans les années 1980 le « terrain Esso » est subdivisé en plusieurs zones d’activité puis intégré dans le projet de renouvellement urbain de l’établissement public d'aménagement Euroméditerranée. 

## Bâtiments remarquables et lieux de mémoire
L’impasse du Pétrole est l’unique voie publique située dans le secteur délimité par la rue de Lyon, le boulevard du Capitaine-Gèze, la rue André Allar et le chemin de la Madrague-Ville, lieu du futur quartier des Fabriques programmé  Euroméditerranée . Elle dessert d’anciens bâtiments industriels mis temporairement à disposition d'associations et d'entreprises lauréates d’un « appel à manifestation d'intérêt » lancé par Euroméditerranée. Notamment :
- La Réserve des arts, qui récupère des matériaux destinés à être réemployés par des structures culturelles et artistiques, et mène une action de sensibilisation aux enjeux de gestion des déchets, aux notions d’éco-conception et d’économie circulaire.

- Les Alchimistes, qui œuvrent également dans le domaine de l’économie circulaire, et collectent des biodéchet dont le compostage est confié à des agriculteurs urbains marseillais : Le Paysan Urbain et Terre de Mars.

Le jardin d’expérimentation des Fabriques occupe à titre transitoire un terrain le long de l’impasse du Pétrole. Il permet d’étudier les conditions de désimperméabilisation et de refertilisation de sols affectés par un siècle et demi de pollution industrielle, ainsi que les associations végétales adaptées aux futurs espaces publics du secteur, avec l’ambition de préfigurer la ville méditerranéenne durable,. 
Le Bateau sans pétrole est une fresque monumentale réalisée en 2022 sur façade de la Réserve des arts par l’artiste PomPom et des jeunes en insertion, à la suite d’un « appel à Manifestation d’Intérêt » lancé par le Musée des arts urbains à Marseille. Il fait partie d’un parcours de street-art qui se déploie dans les quartiers de l’arrière-port de Marseille.